# Kazimierz Łyszczyński
Kazimierz Łyszczyński (4. března 1634 Łyszczyce, Brest – 30. března 1689 Varšava) byl polský šlechtic, filozof, člen Sejmu, odpadlý jezuita a voják ve službách Sapiehů narozený na území dnešního Běloruska. Je znám jako "první polský ateista". V roce 1689 byl za svůj ateismus popraven, přesněji za sepsání (nikoli vydání) spisu O neexistenci Boha (De non-existentia Dei). Jeho soudní proces bývá označován za příklad legalizované náboženské vraždy. Král Jan III. Sobieski se pokusil Łyszczyńskému pomoci tím, že nařídil, aby byl souzen ve Vilniusu, ale to ho nezachránilo. Stejně jako jeho pokus o rafinovanou obhajobu tvrdící, že inkriminované dílo mělo být popisem sporu ateisty s katolíkem, avšak napsána byla jen první, ateistická část, a že druhou část prý již nenapsal na radu kněze. Král po rozsudku alespoň zmírnil trest z upálení na "pouhé" stětí. Z ateismu Łyszczyńského obvinil jeho dlužník a spis byl objeven při policejní prohlídce v jeho stole. Případu se pak iniciativně chopil poznaňský biskup Jan Stanisław Witwicki a kyjevský biskup Józef Andrzej Załuski, který Łyszczyńského označil za "zrůdu svého století" a "bohovraha". Rozsudek byl vykonán na Staroměstském náměstí ve Varšavě, kde byl odsouzenému nejprve rozžhaveným železem vyříznut jazyk a následně byl sťat. 
V komunistickém Polsku byl oslavován jako mučedník ateistické věci. K jeho legendarizaci přispěl zejména filozof Andrzej Nowicki, který mj. napsal: "Polský intelektuální život se nemůže pochlubit jedinou osobností, která by se mohla srovnávat s Łyszczyńským, pokud jde o šíři intelektuálních obzorů, důkladnost filozofické erudice a smělost myšlení. Byl bezesporu nejvýznačnějším polským myslitelem své doby."